# Zypressen
Die Zypressen (Cupressus) sind eine Pflanzengattung innerhalb der Familie der Zypressengewächse (Cupressaceae). In einigen Landschaften sind die Zypressen prägend für die Kulturlandschaft, etwa die Mittelmeer-Zypresse in der Toskana.

## Beschreibung

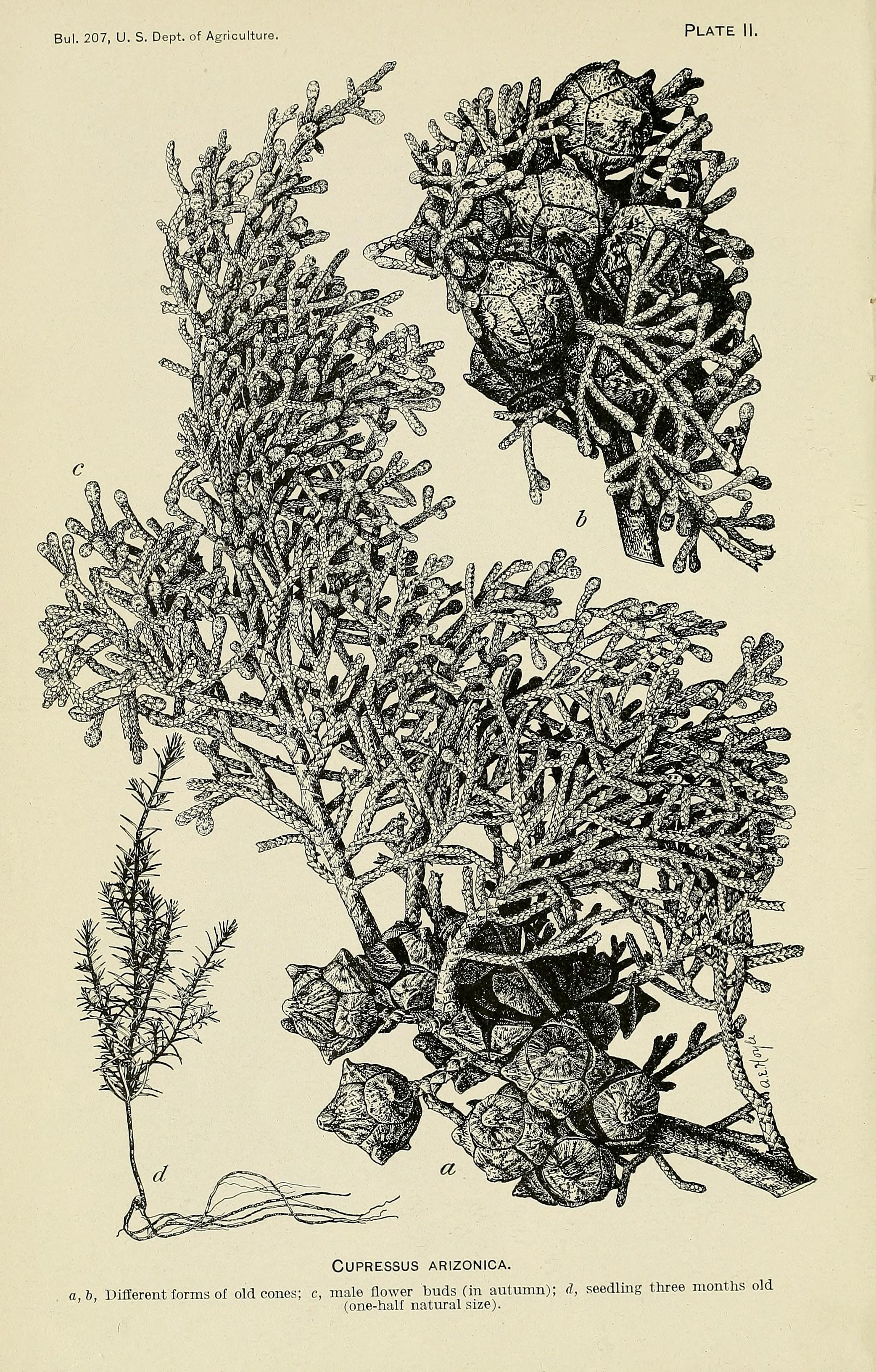
Illustration aus Bulletin of the U.S. Department of Agriculture, 1913–1923 der Arizona-Zypresse (Cupressus arizonica)

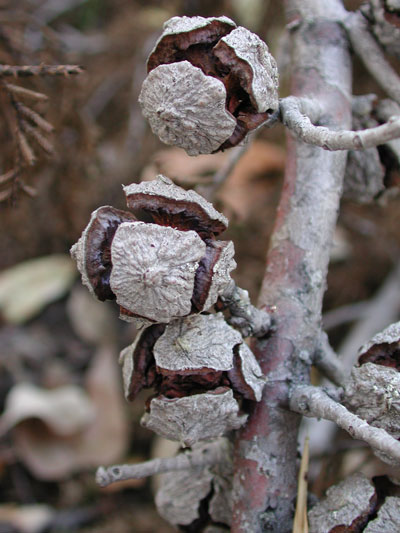
Zapfen von Cupressus glabra

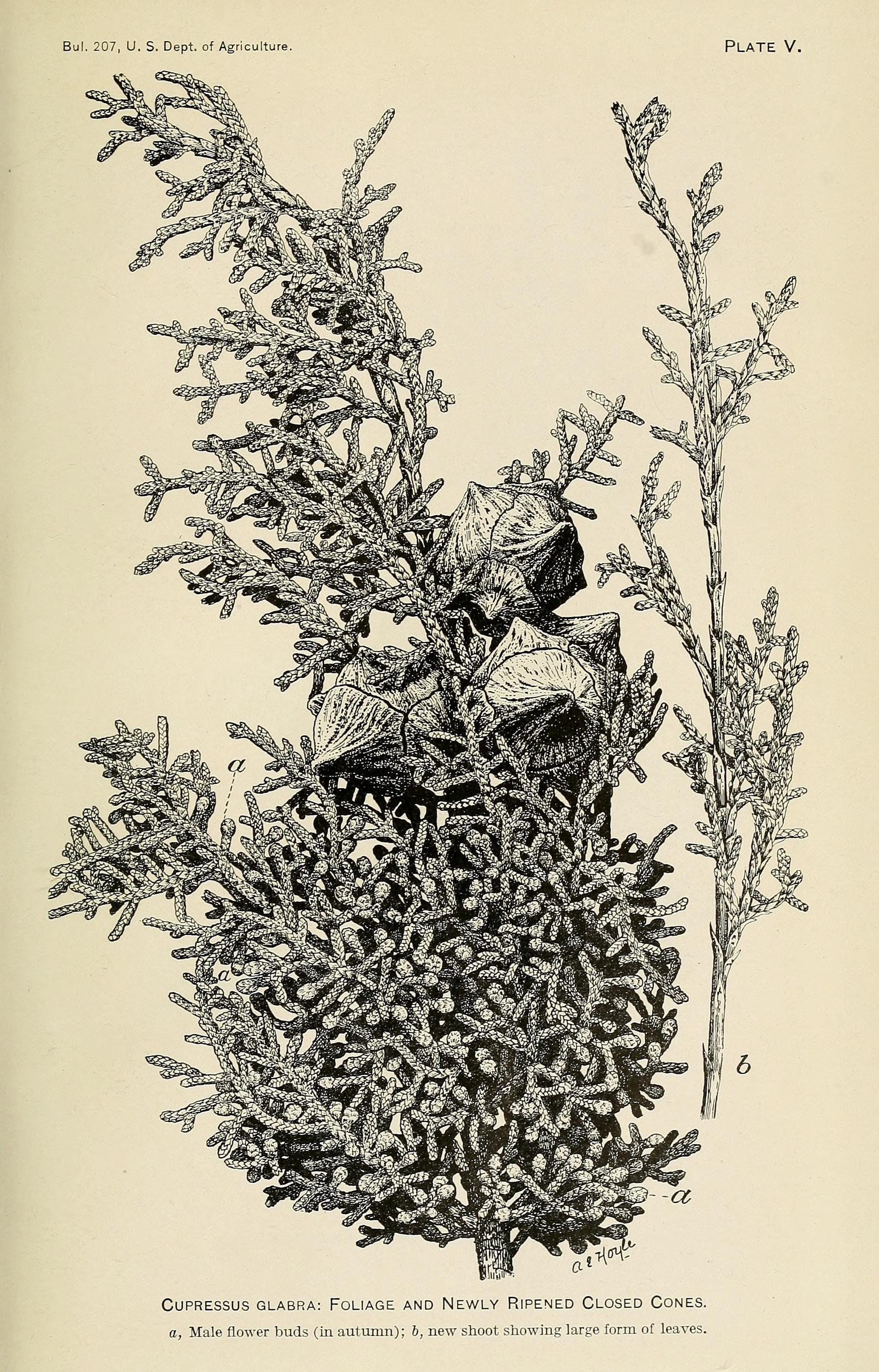
Illustration aus Bulletin of the U.S. Department of Agriculture, 1913–1923 von Cupressus glabra

### Vegetative Merkmale
Cupressus-Arten sind immergrüne, verholzende Pflanzen, die als Bäume oder Sträucher wachsen. Die Wuchsformen der Zypressen-Arten und -Kulturformen variieren von verzwergt bis hoch, von hängend bis säulenförmig, von hochkronig bis ausladend. Ihr schnelles Wachstum und das dichte Laub machen sie zu einem geeigneten Windschutz. Sämlinge besitzen zwei bis fünf Keimblätter (Kotyledonen).
Die schuppenförmigen Blätter stehen kreuzgegenständig in vier Reihen an den Zweigen.

### Generative Merkmale
Cupressus-Arten sind einhäusig getrenntgeschlechtig (monözisch), bilden also männliche und weibliche Zapfen auf einem Exemplar. Die männlichen Zapfen besitzen vier bis zehn Paare Sporophylle. Jedes Sporophyll trägt drei bis zehn Pollensäcke. Die weiblichen kugeligen bis eiförmigen Zapfen benötigen etwa zwei Jahre bis zur Reife, sie bleiben aber oft viele Jahre geschlossen, bis sie sich durch Feuereinwirkung öffnen. Die 8 bis 43 Millimeter großen Zapfen besitzen meist drei bis sechs (zwei bis sieben) Paare dicker, holziger Zapfenschuppen. Jede Zapfenschuppe trägt je nach Art 3 bis 20 Samen. Die Samen besitzen zwei Flügel.

## Geschichte
Der 12 bis 15 Millionen Jahre alte Fund einer Taxodioxylon germanicum, nahe Verwandte der Taxodium distichum, im Braunkohletagebau Garzweiler belegt das dortige Vorkommen der Zypressen während des Miozän.
Nach dem Rückgang der Vereisung des Holozän sollen Zypressen erst wieder von den Phöniziern aus Asien nach Europa gebracht und zuerst in Zypern angepflanzt worden sein. In der Antiken Mythologie ist die Zypresse ein Symbol und Attribut vieler Gottheiten, sie steht für die Unterwelt, symbolisiert Langlebigkeit und wird seit jeher mit Tod und Trauer verbunden. Wie viele immergrüne Pflanzen wird sie als Ausdruck der Trauer zur Friedhofsbepflanzung verwendet.
Mittelmeer-Zypressen (Cupressus sempervirens) werden seit der Antike kultiviert. Sie sind, wie der botanische Artname sagt, immergrüne Nadelbäume (sempervirens bedeutet „immergrün“), die in ihrer Jugend rasch, mit zunehmendem Alter immer langsamer wachsen. Die der Gattung zugeordneten Arten und ihre zahlreichen Kulturformen vertragen Kälte nur eingeschränkt.
Im Mittelmeerraum und in Vorderasien ist es schwer zu unterscheiden, welche Arten hier ursprünglich waren: Zypressenarten wurden bereits während des Römischen Reichs an verschiedenen Standorten angepflanzt.

## Systematik, Botanische Geschichte und Verbreitung
Die Gattung Cupressus wurde durch Carl von Linné aufgestellt. Der Gattungsname Cupressus (von lateinisch cupressus und cypressus in der Bedeutung „Zypresse“) leitet sich vom griechischen Wort κυπαρισσος kyparissos ab.
Cupressus-Arten findet man in allen warmen Klimazonen der Nordhalbkugel, so im westlichen Nordamerika sowie in Zentralamerika, im nordwestlichen Afrika, dem Nahen Osten, im Himalaja, im südlichen China sowie dem nördlichen Vietnam.
Die Anzahl der Arten, die dieser Gattung Cupressus zugeordnet werden, variiert je nach Autor von 16 bis 33. Die meisten Populationen sind sehr klein sowie isoliert und es ist schwierig zu unterscheiden, ob eine einzelne Population als Art oder Subtaxon einzuordnen ist. Einige Autoren stellen nur die Arten der Alten Welt, also die der Subgenus Cupressus, zur Gattung Cupressus s. str. Adams, Bartel & Price stellten 2009 die Arten der Neuen Welt in die neue Gattung Hesperocyparis.
Die Gattung Cupressus s. l. wird in vier Untergattungen gegliedert und enthält etwa 25 Arten:
- Untergattung Cupressus:[1]
  - Kaschmir-Zypresse[6] (Cupressus cashmeriana Royle ex Carrière, Syn.: Cupressus pendula Griffin non Thunb., Cupressus torulosa Griffin, Cupressus corneyana Carrière, Cupressus torulosa var. cashmeriana (Royle ex Carrière) Kent, Cupressus himalaica Silba, Cupressus himalaica var. darjeelingensis Silba, Cupressus darjeelingensis (Silba) Silba, Cupressus assamica Silba, Cupressus pseudohimalaica Silba): Sie kommt in Bhutan und im indischen Bundesstaat Arunachal Pradesh vor. Sie wurde in der Nähe von Tempeln im östlichen Nepal, Sikkim sowie Tibet gepflanzt.[1]
  - Cupressus chengiana S.Y.Hu: Es gibt zwei Varietäten:[1]
    - Cupressus chengiana S.Y.Hu var. chengiana (Syn.: Cupressus fallax Franco, Cupressus chengiana var. kansouensis Silba, Cupressus chengiana var. wehchuanhsiensis Silba): Sie gedeiht an Berghängen und in Tälern in Höhenlagen von 900 bis 2900 Metern in den chinesischen Provinzen südliches Gansu und nördliches sowie westliches Sichuan.[7]
    - Cupressus chengiana var. jiangensis (N.Zhao) Silba (Syn.: Cupressus jiangensis N.Zhao): Dieser Endemit gedeiht in Höhenlagen von etwa 800 Metern nur im Jiange Xian im nördlichen Sichuan.[7]

  - Yunnan-Zypresse (Cupressus duclouxiana Hickel ex A.Camus, Syn.: Cupressus sempervirens Franch. non L., Cupressus austrotibetica Silba): Sie gedeiht in Wäldern an Berghängen in Höhenlagen von 1400 bis 3300 Metern im südöstlichen Tibet und in den chinesischen Provinzen südwestliches Sichuan, zentrales bis nordwestliches Yunnan und vielleicht in Guizhou.[7][1] Sie wird als Zierpflanze verwendet.
  - Cupressus dupreziana A.Camus: Es gibt zwei Varietäten:[1]
    - Atlas-Zypresse[6] (Cupressus dupreziana var. atlantica (Gaussen) Silba, Syn.: Cupressus atlantica Gaussen): Dieser Endemit gedeiht an felsigen Hängen über Kalkstein und an sandigen Ufern von Fließgewässern in offener Strauchvegetation oder in degradiertem Waldland im Hohen Atlas Gebirge im südlichen Marokko (11°W, 31° N).[1]
    - Sahara-Zypresse[6] Tamrit-Zypresse (Cupressus dupreziana A.Camus var. dupreziana, Cupressus lereddii Gaussen, Cupressus sempervirens var. dupreziana (A.Camus) Silba): Dieser Endemit gedeiht in Höhenlagen von 1000 bis 1800 Metern nur an der südwestlichen Grenze des Edeni oder Tamrit Plateau des Tassili N'Ajjer Massif in der zentralen Sahara (9°E 25°N) nur in Algerien. 2002 wurden nur 233 blühfähige Exemplare gefunden.[1] Sie bilden dort zusammen mit Sahara-Myrthe einen lichten Baumbestand, 300 km vom nächsten Baumvorkommen entfernt. Die wenigen Exemplare sind Teil des UNESCO-Weltnaturerbes Tassili n'Ajjer und stark vom Aussterben bedroht.[8]

  - Trauer-Zypresse (Cupressus funebris Endl., Syn.: Chamaecyparis funebris (Endl.) Franco, Cupressus funebris var. gracilis Carriere): Sie gedeiht in Höhenlagen unterhalb von 2000 Metern in den chinesischen Provinzen Anhui, Fujian, Gansu, nördlichen Guangdong, nördlichen Guangxi, östlichen Guizhou, Henan, westlichen Hubei, Hunan, Jiangxi, Shaanxi, Sichuan, Yunnan sowie Zhejiang. Sie wird im südlichen China kultiviert.[7][1]
  - Tibet-Zypresse (Cupressus gigantea W.C.Cheng & L.K.Fu, Syn.: Cupressus torulosa var. gigantea (W.C.Cheng & L.K.Fu) Farjon): Dieser Endemit gedeiht an Berghängen und entlang von Fließgewässern in Höhenlagen von 3000 bis 3400 Metern nur an wenigen Fundorten im südöstlichen Tibet.[7][1]
  - Mittelmeer-Zypresse, Italienische Zypresse, Echte Zypresse (Cupressus sempervirens L., Syn.: Cupressus horizontalis Mill., Cupressus patula Spadoni, Cupressus horizontalis var. pendula hort. ex Endl., Cupressus sempervirens subsp. horizontalis (Mill.) A.Camus, Cupressus sempervirens var. horizontalis (Mill.) Loudon, Cupressus sempervirens var. numidica Trab.): Da diese Art schon so lange kultiviert wird, ist ihr ursprüngliches Verbreitungsgebiet nicht sicher bekannt, ihr Areal könnte vom östlichen Mittelmeerraum (griechische Inseln und Türkei) bis Syrien und zum nördlichen Iran reichen.[1] Sie ist im gesamten Mittelmeerraum schon sehr früh verwildert.[1]
  - Himalaya-Zypresse[6] (Cupressus torulosa D.Don, Syn.: Cupressus whitleyana Carr., Cupressus sempervirens var. indica Royle ex Parl., Cupressus doniana hort. ex Hook., Cupressus karnaliensis Silba, Cupressus tongmaiensis Silba, Cupressus tongmaiensis var. ludlowii Silba, Cupressus tongmaiensis var. mustangensis Silba, Cupressus tonkinensis Silba, Cupressus flagelliformis Knight., Cupressus nepalensis Loud., Cupressus tournefortii Ten., Cupressus corneyana Knight & Perry ex Carrière): Sie gedeiht im Himalaja auf Bergen über Kalkstein in Höhenlagen von 1800 bis 2800 Metern im östlichen bis südlichen Tibet, westlichen Sichuan sowie nordöstlichen Vietnam und im nördlichen Indien, in Kaschmir, zentralen Nepal und vielleicht in Bhutan sowie Sikkim.[1][7]

- Untergattung Hesperocyparis:[1] Diese Arten werden von manchen Autoren in eine eigene Gattung Hesperocyparis Bartel & R.A.Price gestellt.[9]
  - Arizona-Zypresse[6] (Cupressus arizonica Greene, Syn.: Cupressus benthamii var. arizonica (Greene) Mast., Callitropsis arizonica (Greene) D.P.Little, Hesperocyparis arizonica (Greene) Bartel, Neocupressus arizonica (Greene) de Laubenfels): Sie ist von den südlichen US-Bundesstaaten Texas, New Mexico sowie südöstliches Arizona bis zu den mexikanischen Bundesstaaten Chihuahua, Coahuila, Durango, Tamaulipas sowie Zacatecas verbreitet. Sie gedeiht in den USA in Höhenlagen von 1000 bis 1500 Metern und in Mexiko sogar bis 2200 Metern.[1] Manche Autoren nennen fünf Varietäten, die räumlich deutlich voneinander getrennt sind und auch als Arten beschrieben worden sind.[1]
  - Siskiyou-Zypresse[6] oder Modoc-Zypresse (Cupressus bakeri Jeps., Syn.: Cupressus macnabiana var. bakeri (Jeps.) Jeps., Callitropsis bakeri (Jeps.) D.P.Little, Hesperocyparis bakeri (Jeps.) Bartel, Neocupressus bakeri (Jeps.) de Laubenfels, Cupressus bakeri subsp. matthewsii C.B.Wolf, Cupressus bakeri subsp. typica C.B Wolf): Sie gedeiht in den westlichen USA in immergrünen Mischwäldern in Höhenlagen von 1100 bis 2000 Metern in den Siskiyou Mountains nur vom südlichen Oregon bis nördlichen Kalifornien. Die Populationen sind räumlich deutlich voneinander isoliert.[1]
  - Cupressus benthamii Endl. (Syn.: Cupressus thurifera Schltdl. non Kunth, Callitropsis benthamii (Endl.) D.P.Little, Hesperocyparis benthamii (Endl.) Bartel, Cupressus lusitanica var. benthamii (Endl.) Carrière, Cupressus lusitanica subsp. benthamii (Endl.) Franco): Das Verbreitungsgebiet ist nicht gut bekannt. Sie kommt in den mexikanischen Bundesstaaten Chiapas, Durango, Guanajuato, Guerrero, Hidalgo, Jalisco, México, Michoacán, Oaxaca, Puebla, Querétaro, San Luis Potosí, Tamaulipas, Veracruz, und vielleicht auch in Tlaxcala sowie Yucatan vor. Sie gedeiht in Mexiko in Höhenlagen von 1500 bis 3990 Metern.[1]
  - Cupressus forbesii Jeps. (Syn.: Cupressus guadalupensis var. forbesii (Jeps.) Little, Cupressus guadalupensis subsp. forbesii (Jeps.) Beauch., Callitropsis forbesii (Jeps.) D.P.Little, Hesperocyparis forbesii (Jeps.) Bartel, Neocupressus guadalupensis var. forbesii (Jeps.) de Laubenfels) Sie kommt nur vom südwestlichen Kalifornien bis zum nordwestlichen Teil des mexikanischen Bundesstaat Baja California Norte vor.[1]
  - Cupressus glabra Sudw. (Syn.: Cupressus arizonica var. bonita Lemmon, Cupressus arizonica var. glabra (Sudw.) Little, Cupressus arizonica subsp. glabra (Sudw.) A.E.Murray, Callitropsis glabra (Sudw.) D.P.Little, Hesperocyparis glabra (Sudw.) Bartel, Neocupressus arizonica var. glabra (Sudw.) de Laubenfels): Dieser Endemit gedeiht in Höhenlagen von 1200 bis 1680 Metern in Arizona nur in den Counties Coconino, Gila, Maricopa sowie Yavapai.[1]
  - Kalifornische Zypresse[6] (Cupressus goveniana Gordon, Syn.: Callitropsis goveniana (Gordon) D.P.Little, Hesperocyparis goveniana (Gordon) Bartel, Neocupressus goveniana (Gordon) de Laubenfels): Die drei Varietäten kommen nur in Kalifornien vor.[1]
    - Cupressus goveniana var. abramsiana (C.B.Wolf) Little (Syn.: Cupressus abramsiana C.B.Wolf, Cupressus goveniana Gordon subsp. abramsiana (C.B.Wolf) A.E.Murray, Callitropsis abramsiana (C.B.Wolf) D.P.Little, Hesperocyparis abramsiana (C.B.Wolf) Bartel, Neocupressus goveniana var. abramsiana (C.B.Wolf) de Laubenfels): Dieser Endemit gedeiht in Höhenlagen von 490 bis 760 Metern nur in den Santa Cruz Mountains in Kalifornien.[1] Es gibt folgende Unterarten und Varietäten:
    - Cupressus goveniana Gordon var. goveniana: Dieser Endemit gedeiht nur in zwei Wäldchen im kalifornischen Monterey County.[1]
    - Cupressus goveniana subsp. pygmaea (Lemmon) Bartel (Syn.: Cupressus pygmaea (Lemmon) Sarg., Cupressus goveniana subsp. pigmaea (Lemmon) A.Camus, Callitropsis pigmaea (Lemmon) D.P.Little, Hesperocyparis pygmaea (Lemmon) Bartel, Neocupressus goveniana var. pygmaea (Lemmon) de Laubenfels): Dieser Endemit kommt in küstennahen Gebieten nur an zwei Fundorten im kalifornischen Mendocino County in der Nähe von Fort Bragg sowie der Stadt Mendocino vor.[1]

  - Guadalupe-Zypresse (Cupressus guadalupensis S.Watson, Syn.: Cupressus macrocarpa var. guadalupensis (S.Watson) Mast., Callitropsis guadalupensis (S.Watson) D.P.Little, Hesperocyparis guadalupensis (S.Watson) Bartel, Neocupressus guadalupensis (S.Watson) de Laubenfels): Dieser Endemit kommt nur auf der Insel Guadalupe vor.[1]
  - Mexikanische Zypresse (Cupressus lusitanica Mill., Syn.: Cupressus pendula L'Hér. non Thunb., Cupressus lindleyi Klotzsch ex Endl., Cupressus lusitanica var. lindleyi (Endl.) Carrière, Cupressus benthamii var. lindleyi (Endl.) Mast, Callitropsis lusitanica (Mill.) D.P.Little, Hesperocyparis lusitanica (Mill.) Bartel, Neocupressus lusitanica (Mill.) de Laubenfels, Neocupressus lusitanica var. lindleyi (Klotzsch in Endl.) de Laubenfels): Sie ist in weiten Teilen Mexikos und in Zentralamerika von Belize über Guatemala, Honduras bis El Salvador verbreitet und ist in Costa Rica sowie Nicaragua ein Neophyt.[1] Sie wird als Zierpflanze verwendet und dient beispielsweise in Costa Rica als Christbaum.[1]
  - Harzige Kalifornische Zypresse (Cupressus macnabiana A.Murray, Syn.: Callitropsis macnabiana (A.Murray) D.P.Little, Hesperocyparis macnabiana (A.Murray) Bartel, Neocupressus macnabiana (A.Murray) de Laubenfels): Sie gedeiht in Kalifornien in Höhenlagen von 300 bis 850 Metern und kommt an zwei Fundorten im südwestlichen Oregon vor.[1]
  - Monterey-Zypresse (Cupressus macrocarpa Hartw., Syn.: Cupressus hartwegii Carrière, Cupressus lambertiana hort. ex Carrière, Cupressus macrocarpa var. lambertiana (Carrière) Mast., Callitropsis macrocarpa (Hartw. ex Gordon) D.P.Little, Hesperocyparis macrocarpa (Hartw. ex Gordon) Bartel, Neocupressus macrocarpa (Hartw. ex Gordon) de Laubenfels): Dieser Endemit gedeiht nur in zwei Wäldchen im kalifornischen Monterey County.[1]
  - Cupressus montana Wiggins (Syn.: Cupressus arizonica var. montana (Wiggins) Little, Cupressus arizonica subsp. montana (Wiggins) A.E.Murray, Callitropsis montana (Wiggins) D.P.Little, Hesperocyparis montana (Wiggins) Bartel, Neocupressus arizonica var. montana (Wiggins) de Laubenfels): Dieser Endemit gedeiht in Höhenlagen von meist 2200 bis 2400 (1900 bis 2825) Metern nur in der Sierra de San Pedro Mártir im mexikanischen Bundesstaat Baja California Norte.[1]
  - Cupressus nevadensis Abrams (Syn.: Cupressus macnabiana var. nevadensis (Abrams) Abrams, Cupressus arizonica var. nevadensis (Abrams) Little, Cupressus arizonica subsp. nevadensis (Abrams) A.E.Murray, Callitropsis nevadensis (Abrams) D.P.Little, Hesperocyparis nevadensis (Abrams) Bartel, Neocupressus arizonica var. nevadensis (Abrams) de Laubenfels): Dieser Endemit kommt nur an wenigen Fundorten im kalifornischen Kern County vor.[1]
  - Cupressus revealiana (Silba) Bisbee (Syn.: Cupressus arizonica var. revealiana Silba, Cupressus arizonica subsp. revealiana (Silba) Silba, Hesperocyparis revealiana Silba): Diese Neukombination erfolgte 2012.[1] Dieser Endemit kommt nur in der Umgebung von Santa Catarina in der Sierra Juarez im mexikanischen Baja California Norte vor.[1]
  - Sargents Zypresse[6] (Cupressus sargentii Jeps., Syn.: Cupressus sargentii var. duttonii Jeps., Cupressus goveniana var. sargentii (Jeps.) A.Henry, Callitropsis sargentii (Jeps.) D.P.Little, Hesperocyparis sargentii (Jeps.) Bartel, Neocupressus sargentii (Jeps.) de Laubenfels): Sie kommt im westlichen Kalifornien vor.[1]
  - Cupressus stephensonii C.B.Wolf (Syn.: Cupressus arizonica var. stephensonii (C.B.Wolf) Little, Cupressus arizonica subsp. stephensonii (C.B.Wolf) A.E.Murray, Callitropsis stephensonii (C.B.Wolf) D.P.Little, Hesperocyparis stephensonii (Jeps.) Bartel): Nach einem Waldbrand 2003 ist nur noch ein ursprünglicher Fundort mit wenigen Exemplaren am King Creek an der Südwestseite des Cuyamaca Peak im kalifornischen San Diego County bekannt. Es handelt sich um die seltenste Cupressus-Art. Es gibt an wenigen Standorten weitere Exemplare, die von kultivierten Exemplaren abstammen.[1]

- Untergattung Callitropsis:
  - Nutka-Zypresse[10] (Cupressus nootkatensis D.Don ex Lambert, Syn.: Chamaecyparis nootkatensis (D.Don) Spach, Callitropsis nootkatensis Ørsted, Xanthocyparis nootkatensis (D.Don) Farjon et Harder): Sie ist im westlichen Nordamerika vom südlichen bis südöstlichen Alaska über British Columbia, Washington und Oregon bis ins nordwestliche Kalifornien verbreitet. Die gedeiht entlang der Pazifikküste bis auf Meereshöhe im nördlichen Verbreitungsgebiet und an den südlicheren Gebieten auch weiter landeinwärts in Höhelangen von 600 bis 2100 Metern.[1] Mit einigen anderen Arten bildet sie Hybriden.[1] Sie wird als Zierpflanze verwendet.

- Untergattung Xanthocyparis (Farjon & T.H.Nguyên) Rushforth
  - Cupressus vietnamensis (Farjon et T.H.Nguyèn) Silba (Syn.: Xanthocyparis vietnamensis Farjon et Hiep, Callitropsis vietnamensis Little et al.): Dieser Endemit gedeiht in Höhenlagen von 1060 bis 1180 Metern in den Bat Dai Son Bergen in der Nähe der chinesischen Grenze nur in der vietnamesischen Provinz Hà Giang.[1]

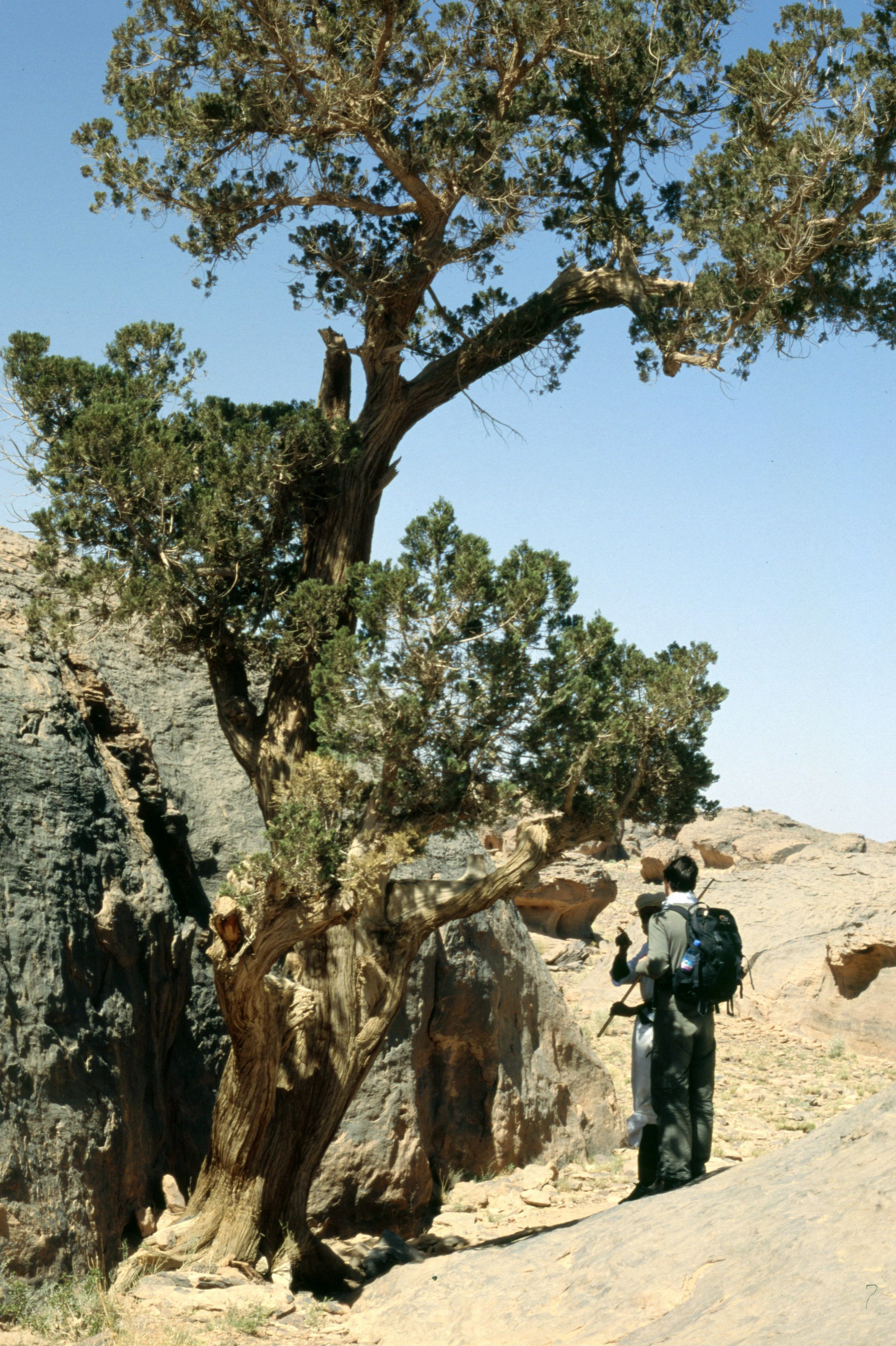
Untergattung Cupressus: Sahara-Zypresse (Cupressus dupreziana)
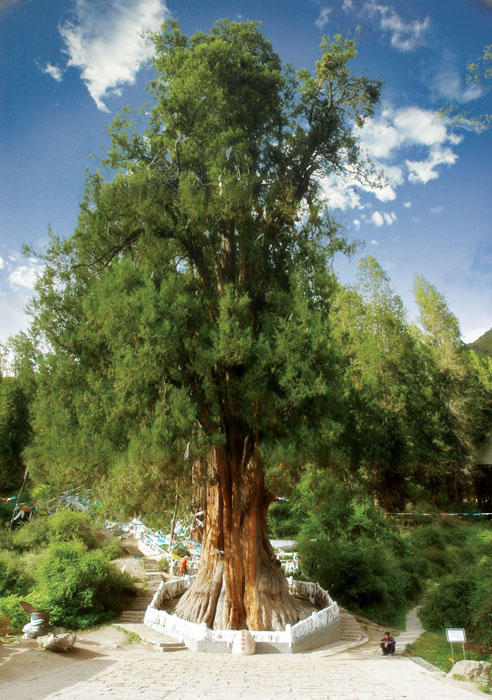
Untergattung Cupressus: Tibet-Zypresse (Cupressus gigantea)
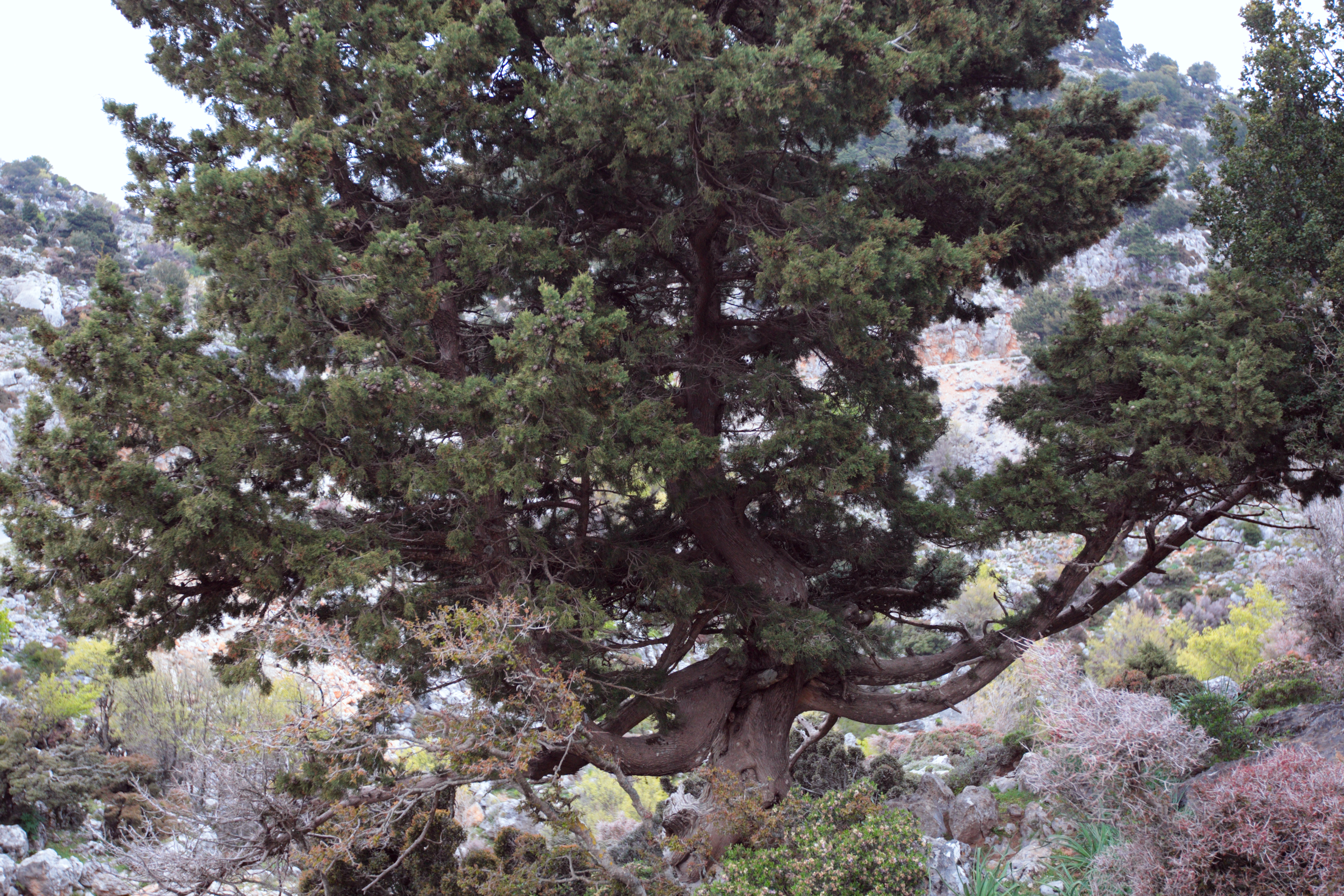
Untergattung Cupressus: Mittelmeer-Zypresse (Cupressus sempervirens) auf der Omalos-Hochebene in Kreta
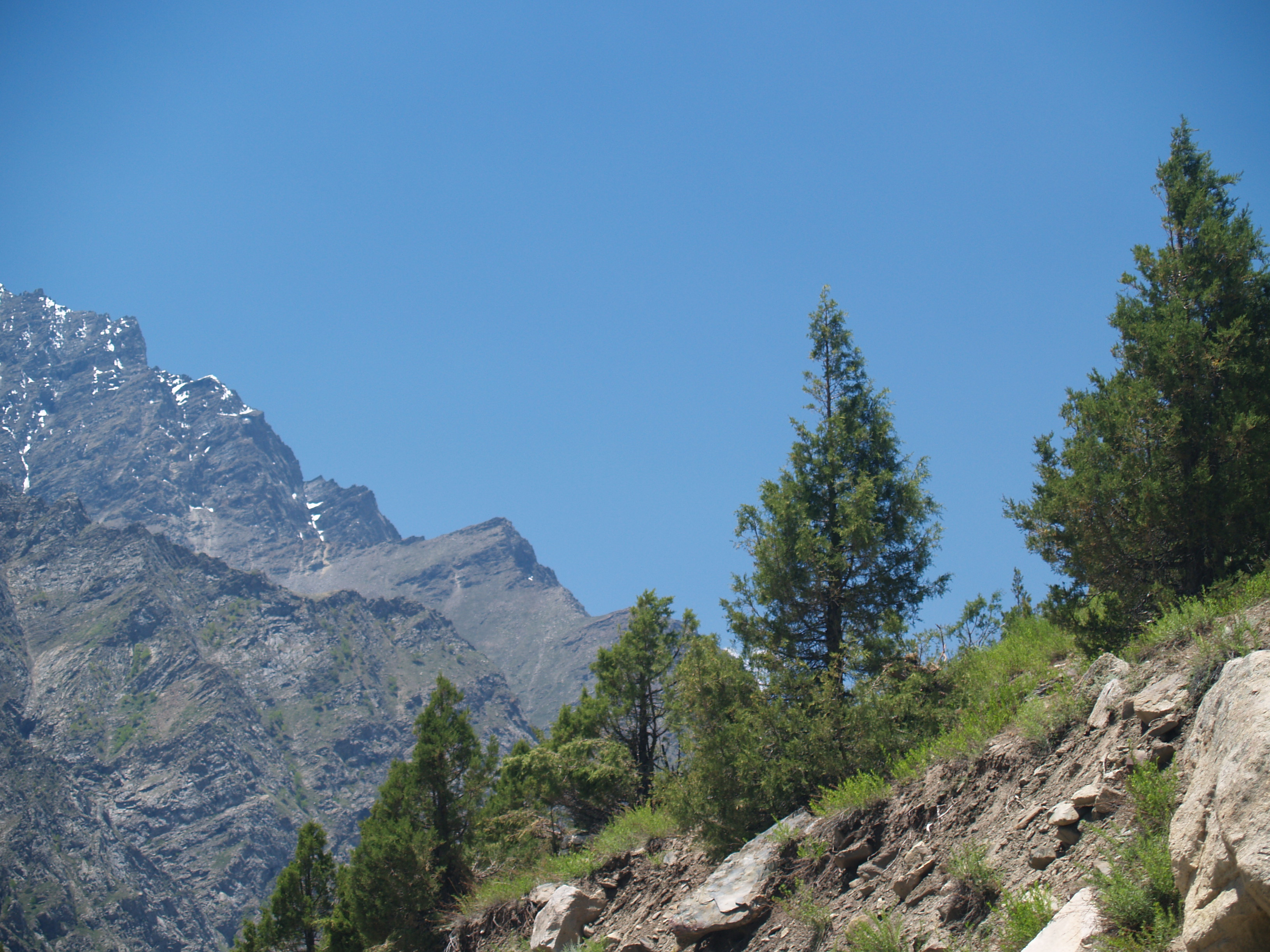
Untergattung Cupressus: Himalaya-Zypresse (Cupressus torulosa)
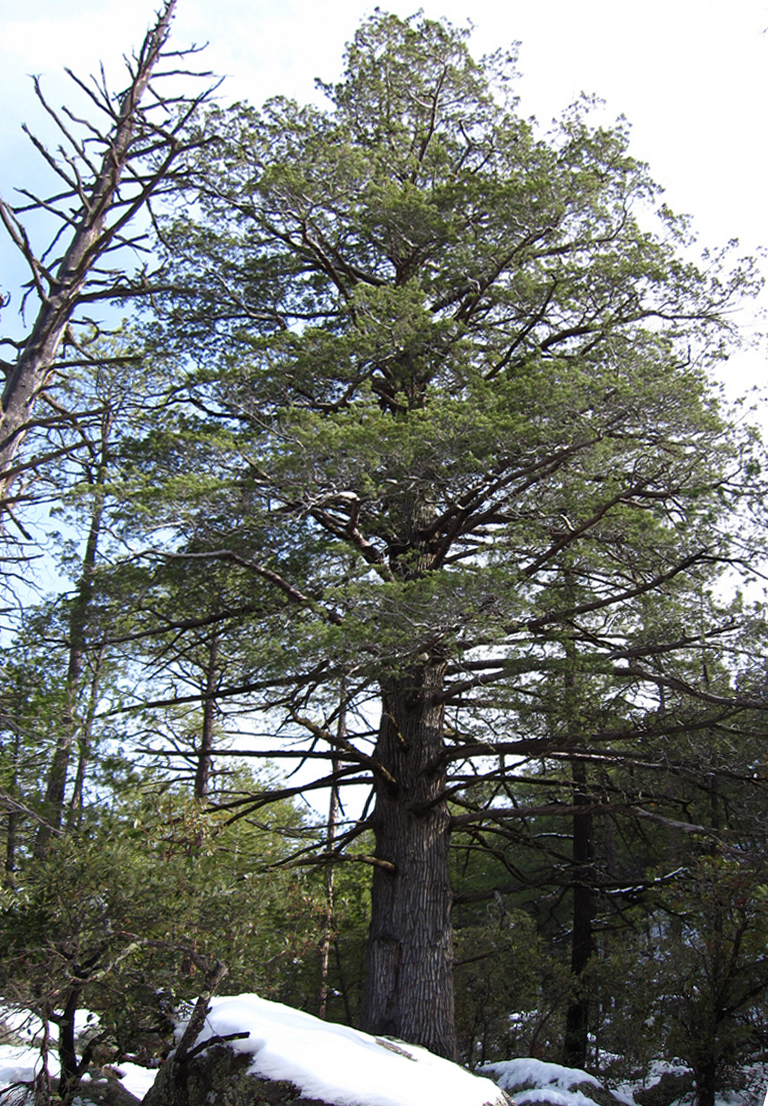
Untergattung Hesperocyparis: Arizona-Zypresse (Cupressus arizonica)
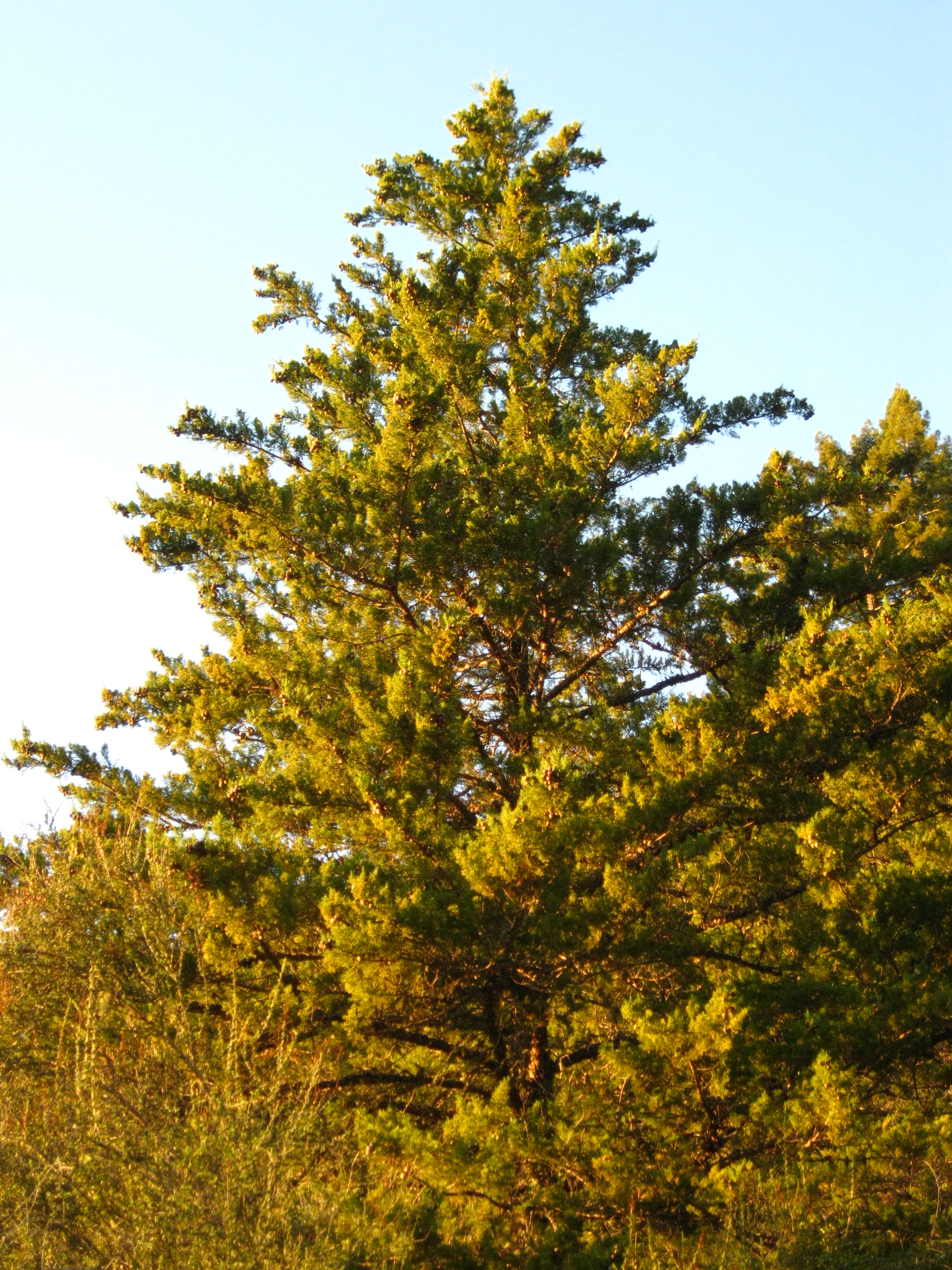
Untergattung Hesperocyparis: Habitus von Cupressus goveniana var. abramsiana im Habitat
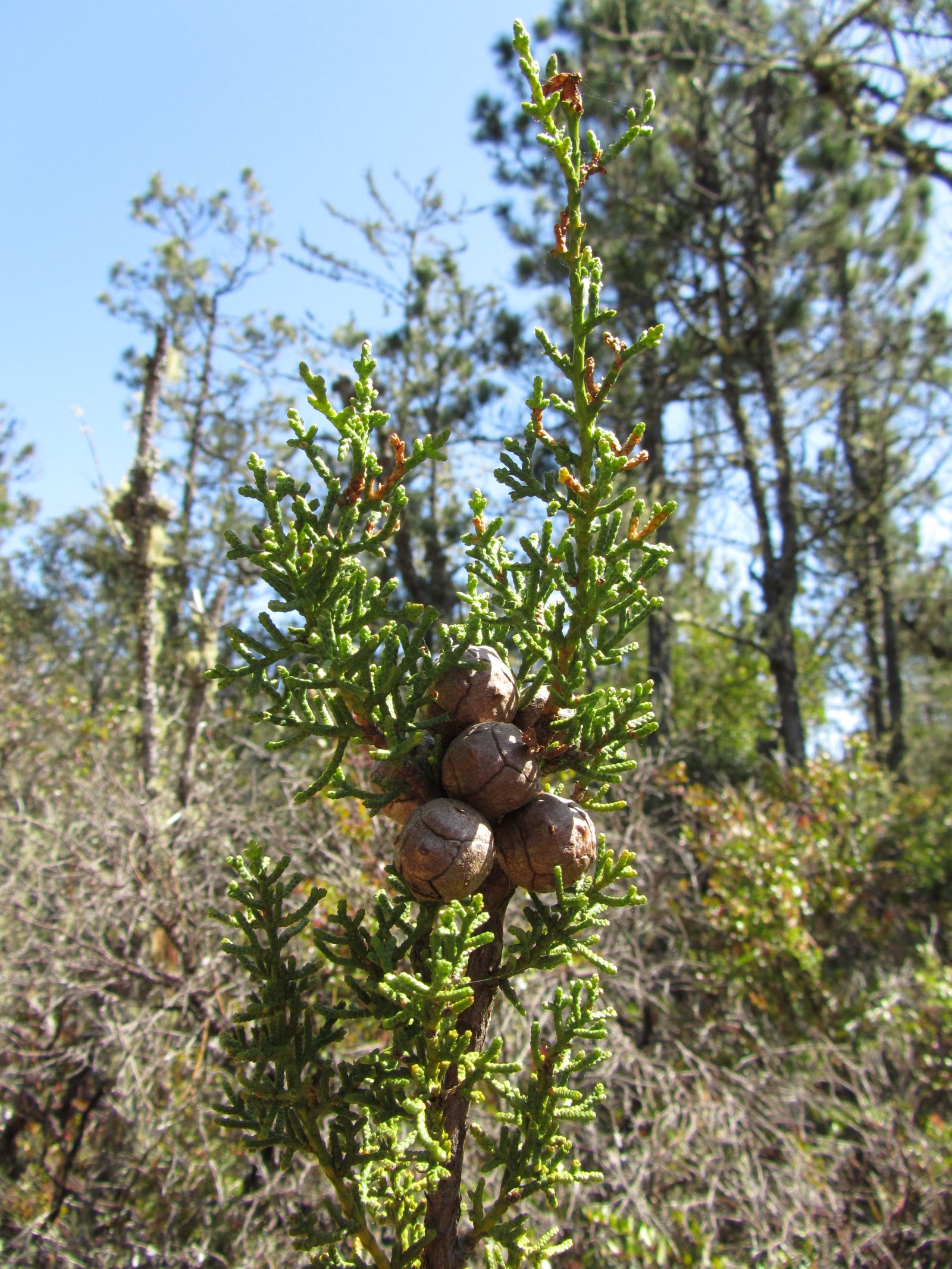
Untergattung Hesperocyparis: Cupressus goveniana subsp. pygmaea
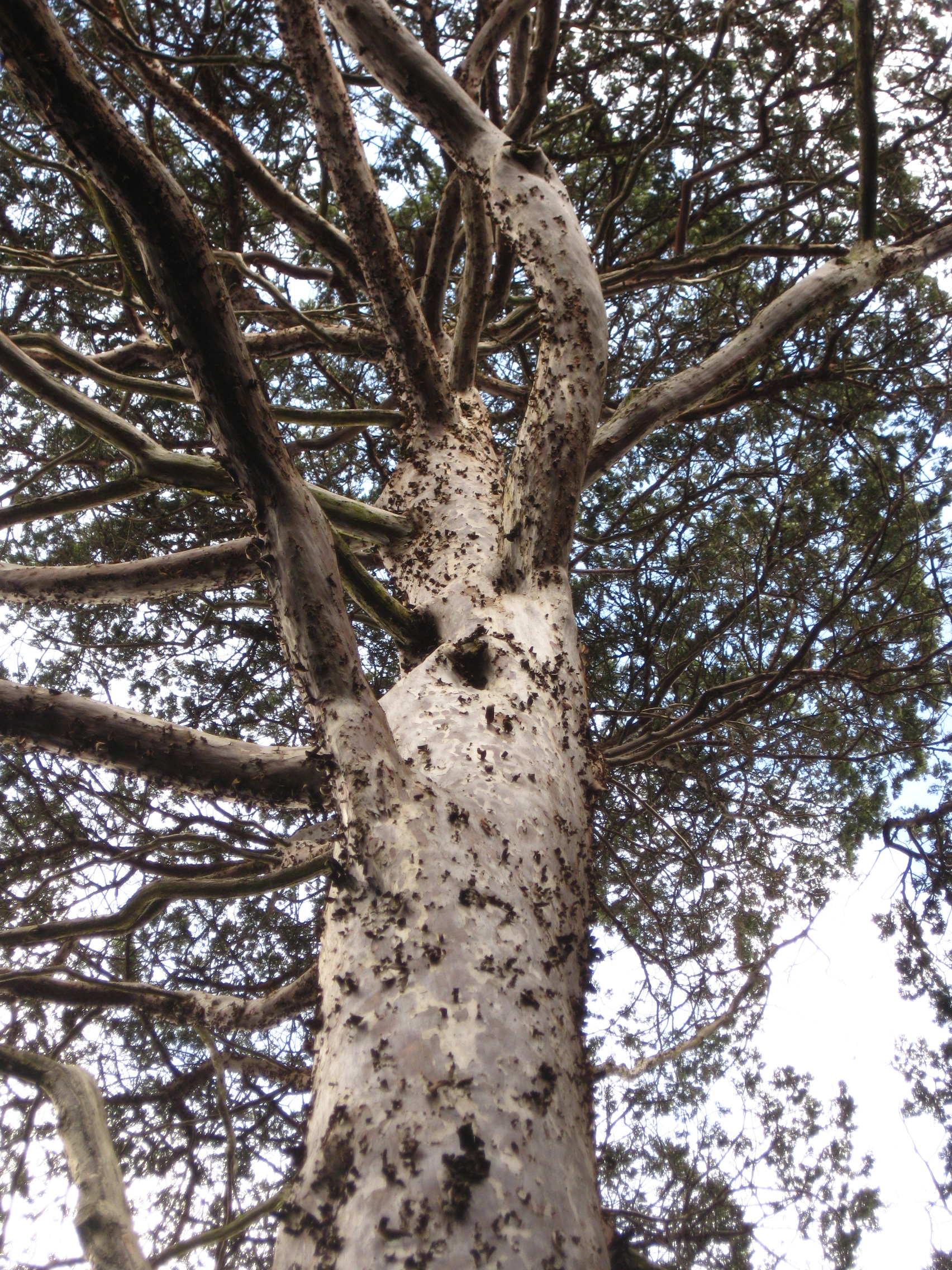
Untergattung Hesperocyparis: Guadalupe-Zypresse (Cupressus guadalupensis)
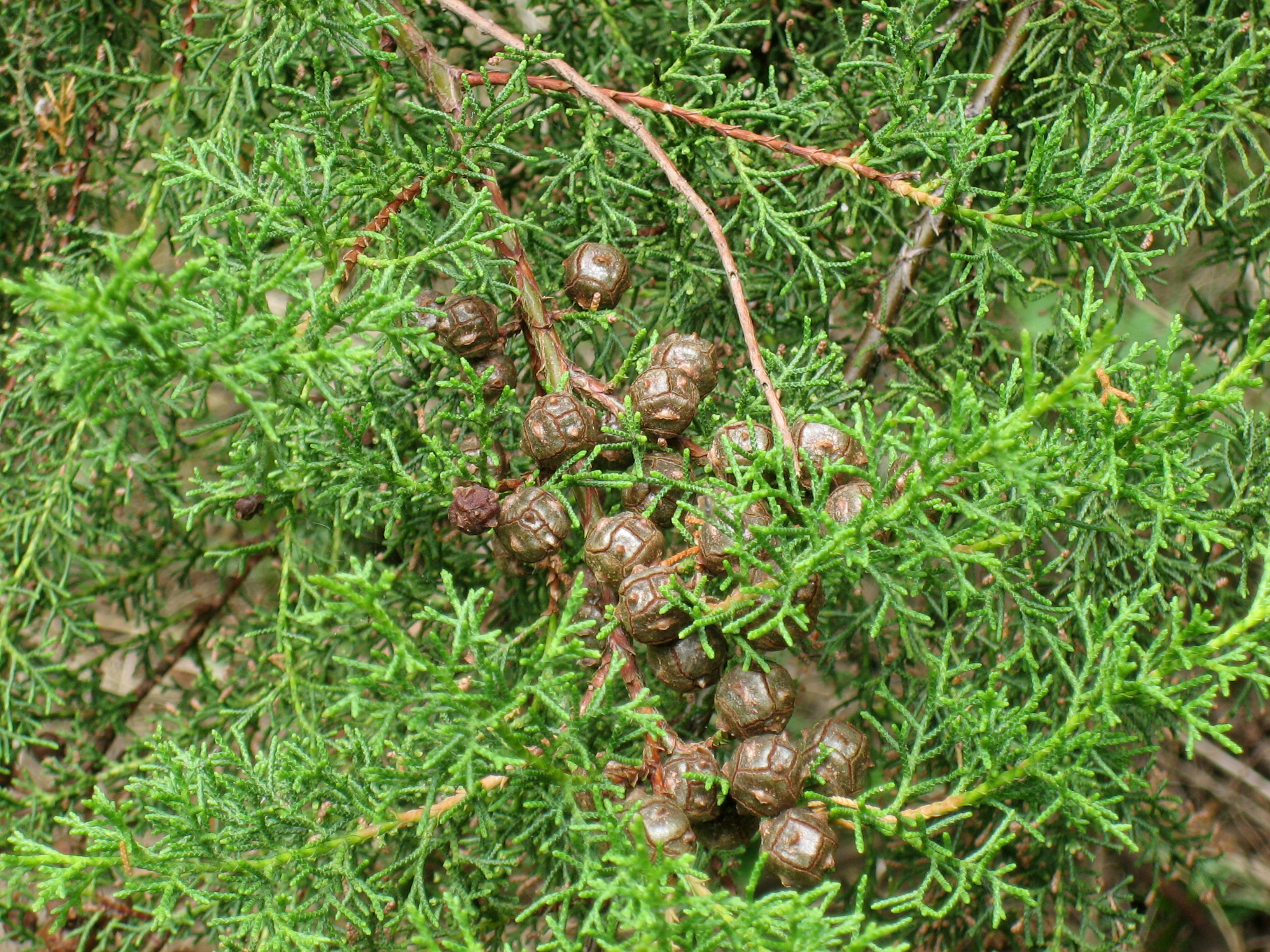
Untergattung Hesperocyparis: Mexikanische Zypresse (Cupressus lusitanica)
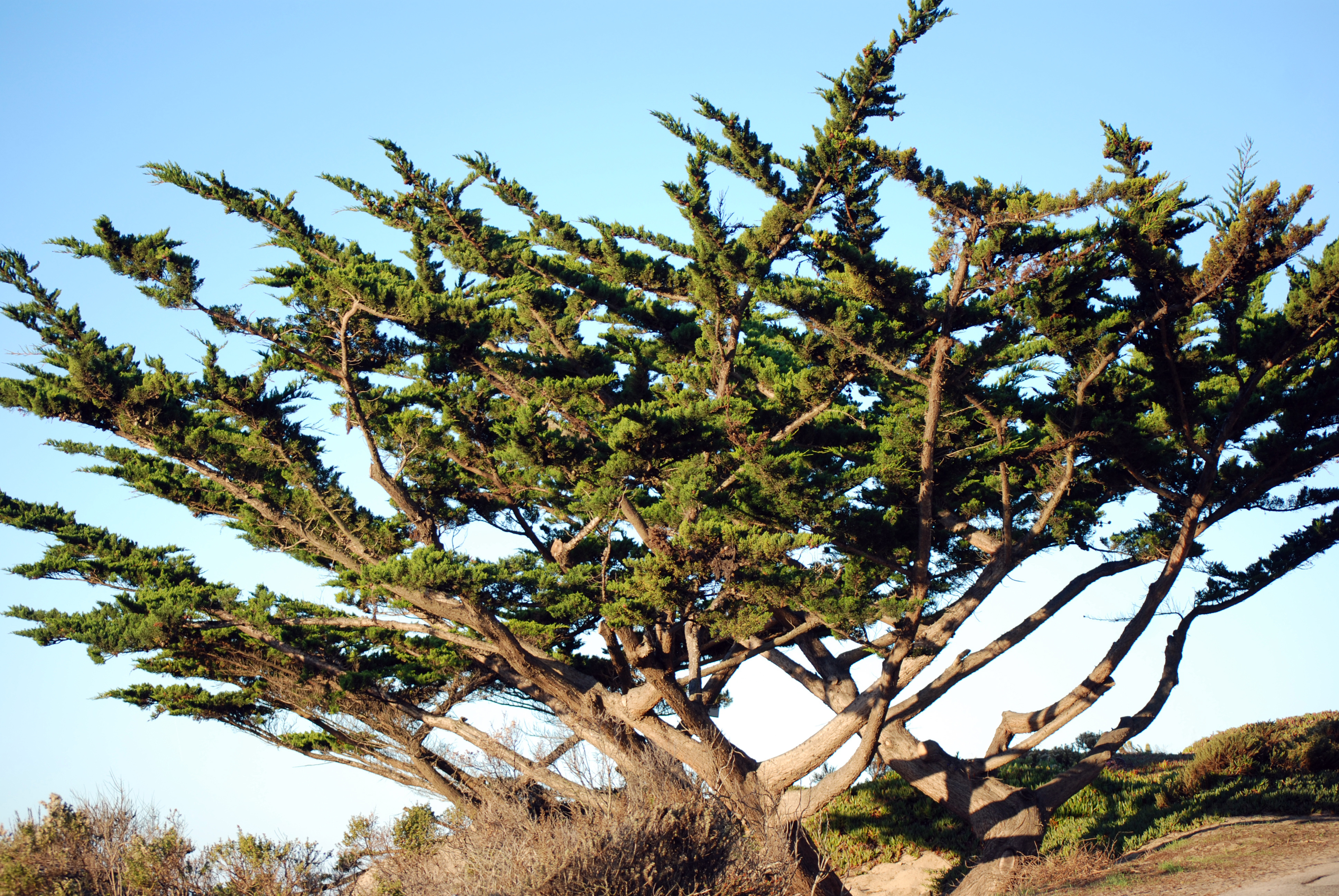
Untergattung Hesperocyparis: Monterey-Zypresse (Cupressus macrocarpa)
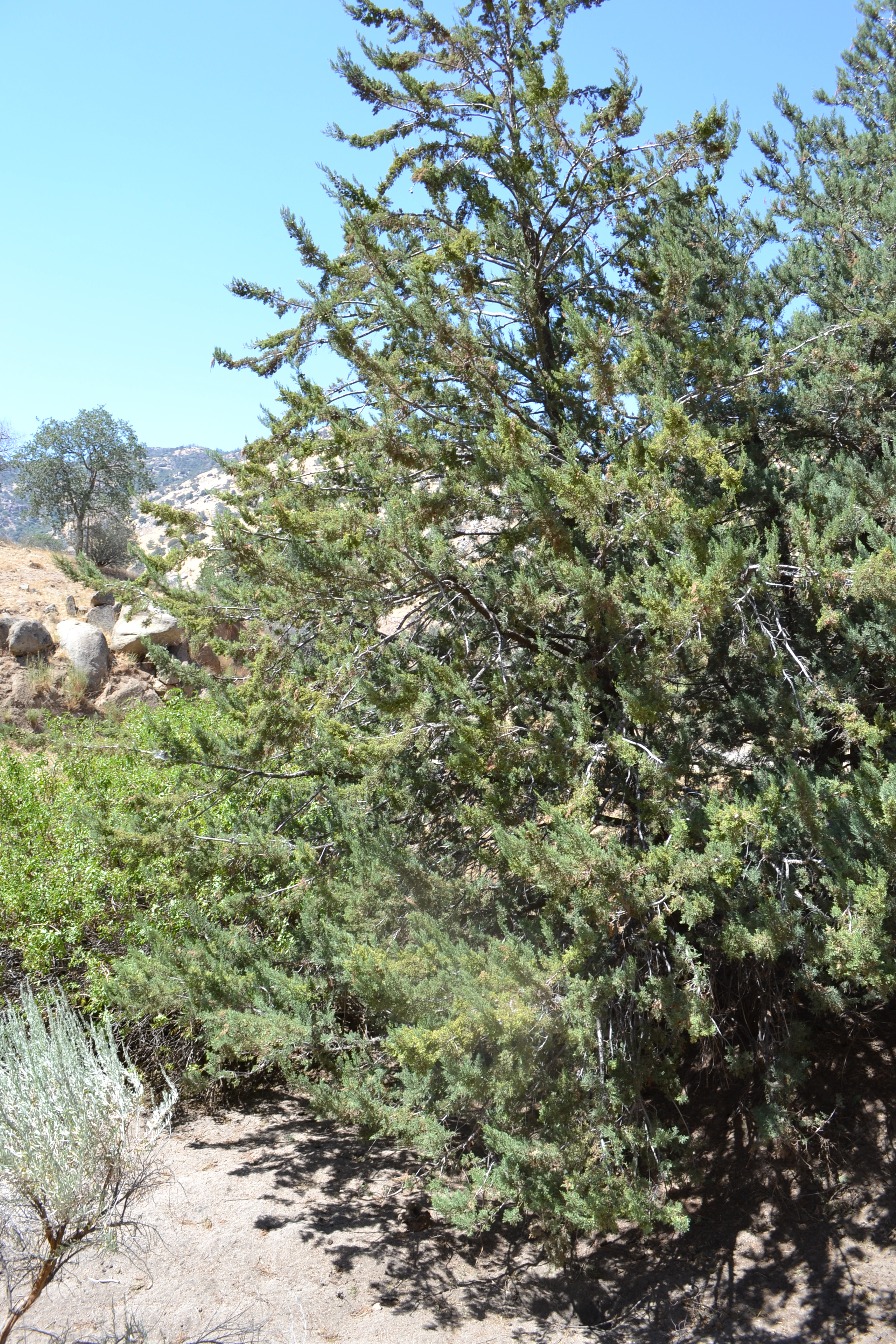
Untergattung Hesperocyparis: Habitus von Cupressus nevadensis im Habitat
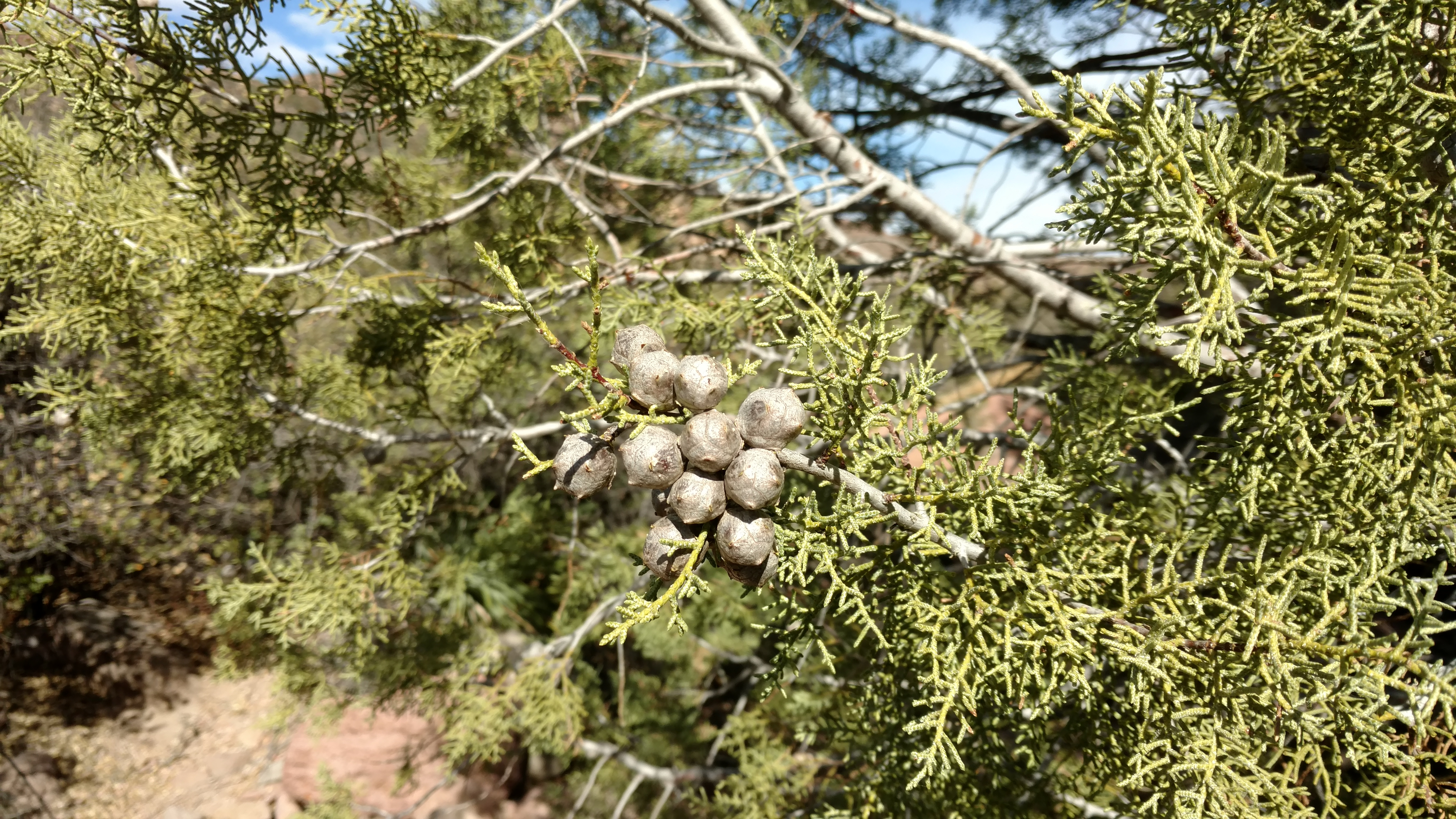
Untergattung Hesperocyparis: Cupressus revealiana
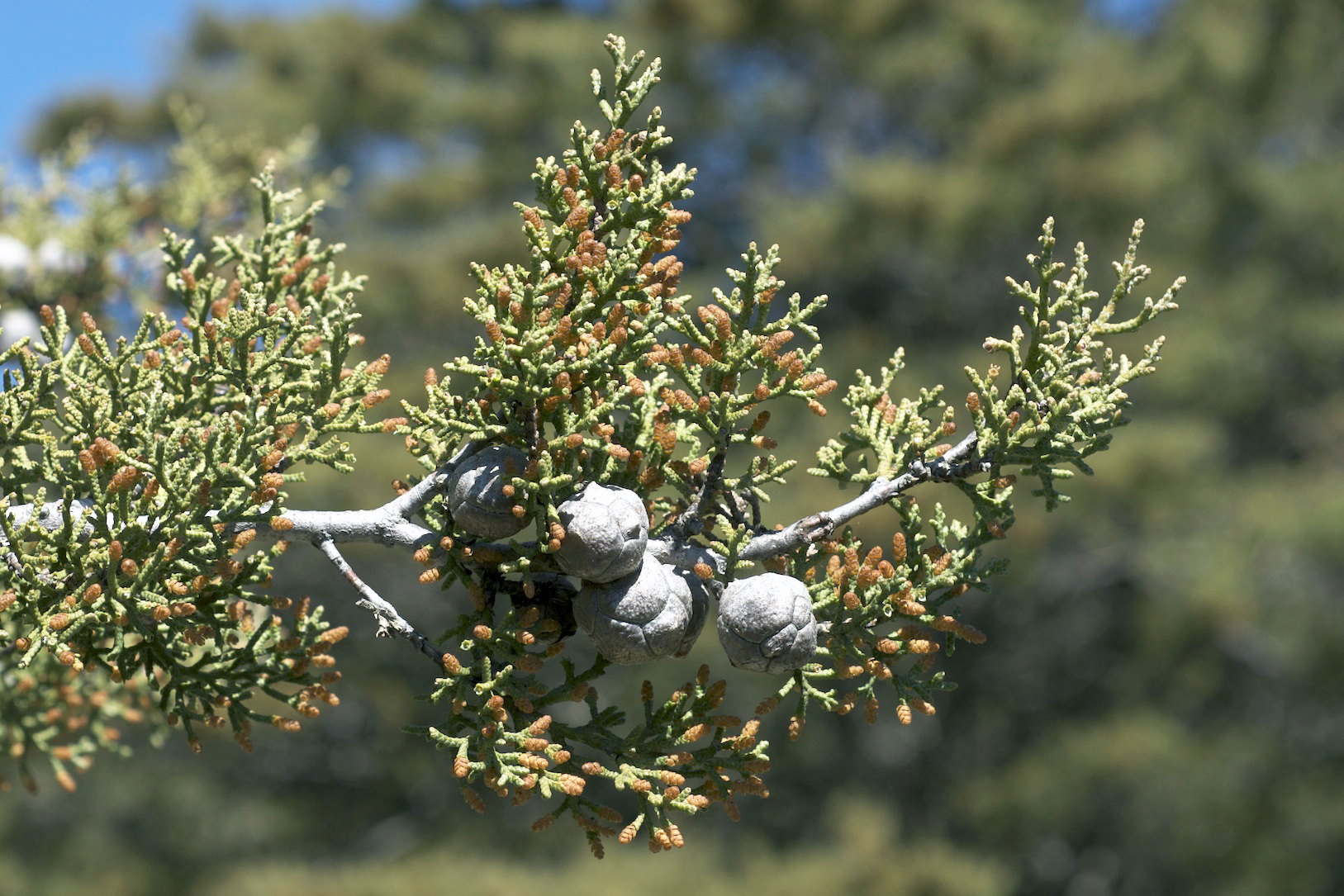
Untergattung Hesperocyparis: Zweig mit Blättern und Zapfen der Sargents Zypresse (Cupressus sargentii)
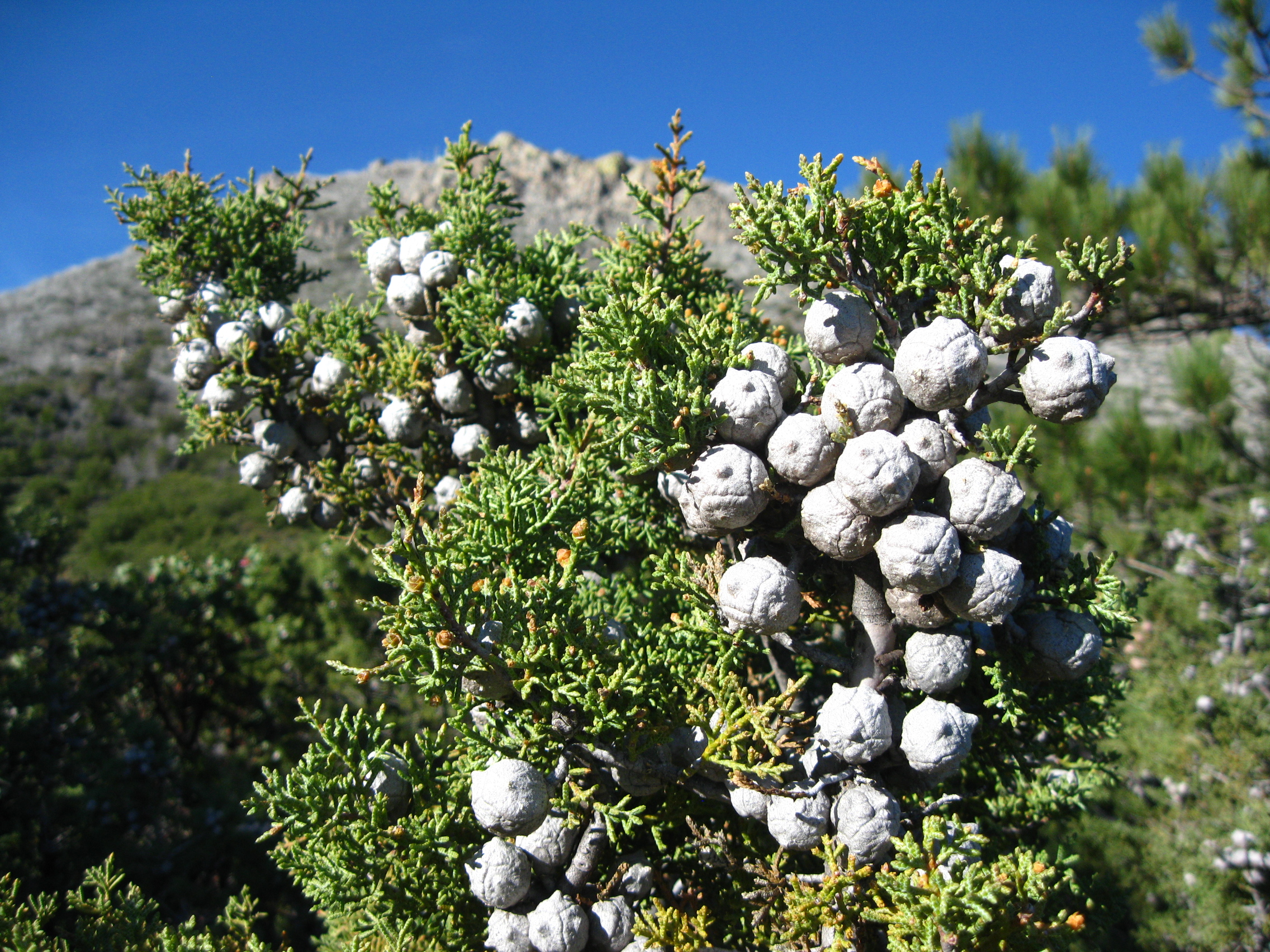
Untergattung Hesperocyparis: Zweig mit Blättern und Zapfen von Cupressus stephensonii
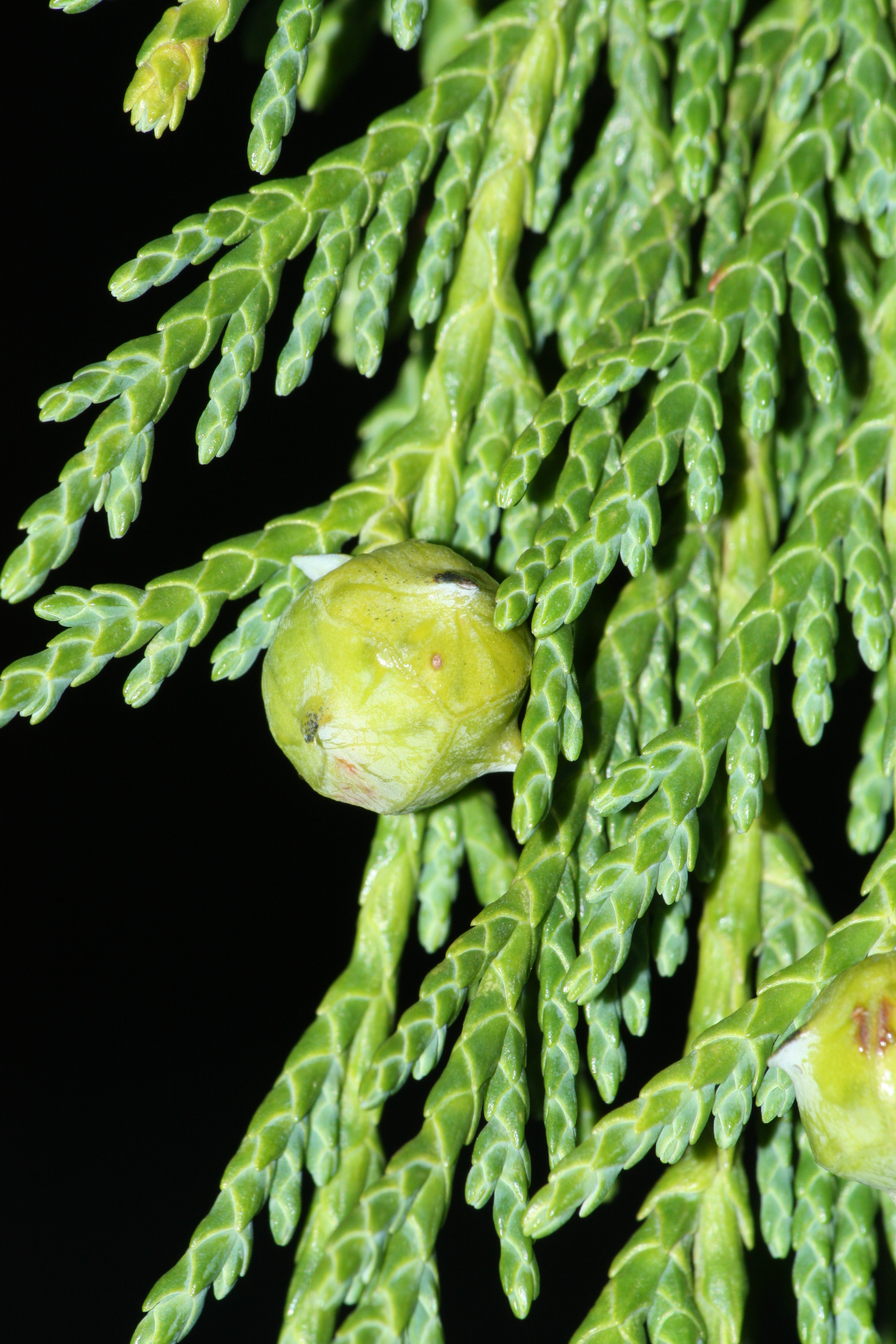
Untergattung Callitropsis: Blätter und unreifer Zapfen der Nutka-Zypresse (Cupressus nootkatensis)

## Inhaltsstoffe
Aus den Blättern und den jungen Zweigen wird durch Wasserdampfdestillation das ätherische Öl gewonnen. Die Droge wird als Zypressenöl oder als Oleum Cupressi bezeichnet. Das Zypressenöl enthält Camphen, Cedrol, Furfural, Pinen, Sempervirol, Sylvestren und Terpineol.

## Wirkungen
Das ätherische Öl wirkt desinfizierend, fiebersenkend, harntreibend, insektenvertreibend, krampflösend, schweißtreibend und wundheilend. Außerdem wirkt es ausgleichend auf das Nervensystem und gefäßverengend.
Zypressen sind nicht heimisch in Deutschland. Sie enthalten nicht nur Gifte, wie einige einheimische Pflanzen, sondern geben ihre Giftstoffe auch nach außen ab. Die Inhaltsstoffe dienen neben dem typischen Geruch auch als Fraßgift, als Parasitengift sowie als Gift- und Kontakt-Stoffe zu anderen Pflanzen in und um sie. Die einheimische Flora und Fauna wird von Zypressen abgestoßen bzw. kaum involviert. Gleichzeitig beherbergen Zypressen Pilzarten, die andere Pflanzen befallen und schädigen. Gerade in der Nähe von Obstpflanzen sollten sie nicht anwesend sein.

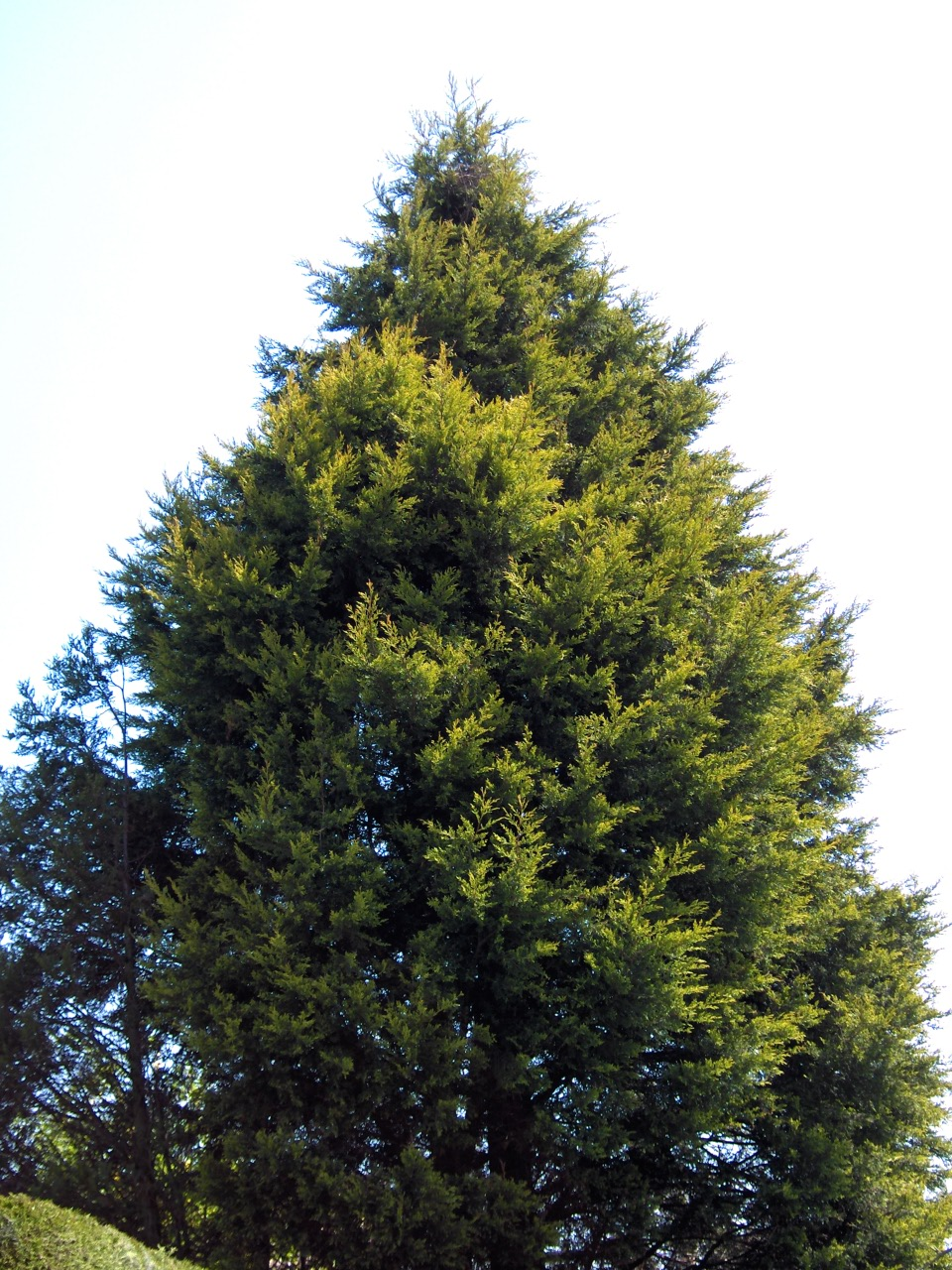
Leyland-Zypresse (Cupressus ×leylandii) (Cupressus macrocarpa × Cupressus nootkatensis)

## Nutzung
Viele Arten und ihre Sorten werden als Zierpflanzen in Parks sowie Gärten verwendet und in Asien um Tempel gepflanzt. In Mitteleuropa sind an klimatisch bevorzugten Standorten nur wenige Arten ausreichend frosthart. Dazu gehören die Arizona-Zypresse (Cupressus arizonica) und die Siskiyou-Zypresse (Cupressus bakeri), die den entsprechenden Winterhärtezonen (WHR) 7b, 7b und 8a zugerechnet werden.
Einige Arten, wie etwa die Monterey-Zypresse, werden auch wegen ihres Holzes angebaut.
Die schnellwachsende Hybride Leyland-Zypresse (Cupressus ×leylandii A.B.Jacks. & Dallim.), die vor allem in Großbritannien häufig in Gärten angepflanzt wird, ist eine Kreuzung zwischen der Monterey-Zypresse (Cupressus macrocarpa Hartw.) mit der Nootka-Scheinzypresse (Cupressus nootkatensis D.Don), auch Alaska-Zeder genannt. Die Eltern dieser Hybride werden je nach Autor in unterschiedliche Gattungen gestellt; es handelt sich dann um eine intergenerische Hybride. Es gibt mehrere Synonyme wie Callitropsis ×leylandii (A.B.Jacks. & Dallim.) D.P.Little, ×Cupressocyparis leylandii (A.B.Jacks. & Dallim.) Dallim. und ×Hesperotropsis leylandii (A.B.Jacks. & Dallim.) Garland & Gerry Moore.
Aus den nadelförmigen Blättern, Trieben und Zapfen (lateinisch Galbulae Cupressi) gewinnt man das Zypressenöl, das in der Homöopathie zur Behandlung von Kopf- und Gelenkschmerzen verwendet wird, außerdem in der Kosmetik- und Parfümindustrie. Extrakte aus Rinde, Zapfen und Holz wurden als Adstringens, gegen Diarrhoe, Bronchitis und Würmer, äußerlich gegen Varizen und Hämorrhoiden verwendet.
Das Bauholz der Zypresse ist hart, dichtfaserig, von feiner rötlicher Farbe und sehr haltbar. Während der Antike wurde es für Pfosten, Dachsparren, Balken und für die Konstruktion von Weinpressen, Tischen und Musikinstrumenten verwendet und war in dieser Hinsicht so wertvoll, dass eine Zypressenplantage als zureichende Mitgift für eine Tochter galt. Als Tonholz im Gitarrenbau fördert die Struktur der Zypresse eine brillante und gleichzeitig transparente Schallabstrahlung bei geringem Materialgewicht und wird daher bei traditionellen Flamencogitarren bevorzugt für den Boden und die Zargen des Korpus verwendet.

## Weiterführende Literatur
- V. Pietzsch, V. M. Dörken: Morphological and anatomical investigation of seed cones of Cupressus glabra (Cupressaceae): evolutionary aspects. In: Bulletin Cupressus Conservation Project. Volume 7, Issue 2, 2018, S. 82–91.
- Randall G. Terry, Andrea E. Schwarzbach, Jim A. Bartel: A molecular phylogeny of the Old World cypresses (Cupressus: Cupressaceae): evidence from nuclear and chloroplast DNA sequences. In: Plant Systematics and Evolution. Nr. 304 (2018), S. 1181–1197, doi:10.1007/s00606-018-1540-1.
- A. Jagel, V. M. Dörken: Die Samenzapfen der Cupressaceae – Teil 2: Unterfamilie Cupressoideae. In: Mitteilungen der Deutschen Dendrologischen Gesellschaft. Volume 101, 2016, ISSN 0070-3958, S. 19–40.
- A. Jagel, V. M. Dörken: Morphology and morphogenesis of the seed cones of the Cupressaceae – part II: Cupressoideae. In: Bulletin Cupressus Conservation Project. Volume 4, Issue 2, 2015, ISSN 2235-400X, S. 51–78 (cupressus.net [PDF; 6,9 MB]).
- Jeff Bisbee, D. Maerki: Addendum: Cupressus revealiana (Silba) Bisbee, comb. nova, validation as a new species. In: Bulletin Cupressus Conservation Project. Volume 1, Issue 2, 2012, ISSN 2235-400X, S. 46–47 (cupressus.net [PDF; 4,3 MB]).
- Jeff Bisbee, D. Maerki: Cupressus revealiana (Silba) Bisbee, comb. nova, validation as a new species. In: Bulletin Cupressus Conservation Project. Volume 1, Issue 1, 2012, ISSN 2235-400X, S. 3–15 (cupressus.net [PDF; 7,3 MB]).

- Karte mit allen verlinkten Seiten:
- OSM |
- WikiMap